# Suter (Familienname)
Suter ist ein Familienname.

## Wortherkunft
Sauter (Schreibvariante: Sautter) sowie – ohne frühneuhochdeutsche Diphthongierung – Suter (Schreibvariante: Sutter) ist ein altes, im 15. Jahrhundert ausgestorbenes deutsches Wort für „Näher, Schneider, Schuster“, das über mittelhochdeutsch sûtære, althochdeutsch sũtāri auf lateinisch sūtor „Schuster, Schuhmacher“ zurückgeht.

## Namensträger

### A
- Adolf Suter (1882–1947), Schweizer Politiker
- Adolf Suter (1932–2008), Schweizer Radrennfahrer
- Albert Suter (Albert E. Suter; * 1935), US-amerikanischer Wirtschaftsmanager
- Alfred Suter (Künstler) (1929–2011), Schweizer Maler und Textilkünstler
- Alfred Suter (Architekt) (* 1950), Schweizer Architekt
- Alice Suter-Graf (1902–1992), Schweizer Organistin
- Andreas Suter (* 1953), Schweizer Historiker
- Andrina Suter (* 1992), Schweizer Dressurreiterin
- August Suter (1887–1965), Schweizer Bildhauer

### B
- Bernhard Suter (1933–2007), Schweizer Architekt
- Bob Suter (1957–2014), US-amerikanischer Eishockeyspieler und -trainer
- Bruno Suter (Unternehmer) (1899/1900–1978), Schweizer Unternehmer
- Bruno Suter (Künstler) (* 1943), Schweizer Maler und Bildhauer

### C
- Christian Suter (* 1956), Schweizer Soziologe und Hochschullehrer
- Corinne Suter (* 1994), Schweizer Skirennfahrerin
- Cyrill Suter (* 2000), Schweizer Unihockeyspieler

### E
- Eduard Suter (1820–1891), Schweizer Jurist und Politiker
- Emanuel Suter (1918–2014), Schweizer Mikrobiologe und Hochschullehrer
- Emil Suter (Optiker) (1850–1936), Schweizer Optiker, Unternehmer und Firmengründer
- Emil Suter (1875–1944), Schweizer Lehrer, Biologe und Autor
- Ernst Suter (Mediziner) (1860–1923), Schweizer Mediziner und Botaniker
- Ernst Suter (Ingenieur) (?–1929), Schweizer Bauingenieur
- Ernst Suter (1904–1987), Schweizer Maler und Zeichner
- Eskil Suter (* 1967), Schweizer Motorradrennfahrer, -konstrukteur und Unternehmer
- Eugen Suter (1906–1988), Schweizer Fotograf und Agenturgründer
- Eveline Suter (* 1979), Schweizer Schauspielerin, Sängerin und Musicaldarstellerin

### F
- Fabienne Suter (* 1985), Schweizer Skirennfahrerin
- Felix Suter (1916–2001), Schweizer Mediziner
- Fergus Suter (1857–1916), schottischer Fußballspieler und Steinmetz
- Franz Suter (1890–1914), Schweizer Radrennfahrer
- Franz Xaver Suter (1802–1886), Schweizer Richter
- Fridolin Suter (1863–1937), Schweizer Geistlicher
- Friedrich Suter (Mediziner) (auch Fritz Suter; 1870–1961), Schweizer Mediziner
- Friedrich Wilhelm von Suter (1733–1815), deutscher Generalleutnant
- Fritz Suter (Maler) (1939–2016), österreichischer Maler und Grafiker
- Fritz Schwarz-Suter (?–1932), Schweizer Journalist
- Fritz Anton Suter (1874–1910), Schweizer Chirurg
- Fritz S. Suter (1930–2011), Schweizer Unternehmer

### G
- Gabriela Suter (* 1972), Schweizer Politikerin
- Gaël Suter (* 1992), Schweizer Radrennfahrer
- Gallus August Suter (1829–1901), Schweizer Jurist und Politiker
- Gary Suter (* 1964), US-amerikanischer Eishockeyspieler
- Georg Suter (* vor 1972), Schweizer Architekt und Hochschullehrer
- Germaine Suter-Morax (1896–1974), Schweizer Philanthropin

### H
- Hans Suter (Politiker) (1860–1930), Schweizer Jurist und Politiker
- Hans Suter (Geologe) (1892–1980), Schweizer Geologe und Hochschullehrer
- Hans Suter (Mediziner) (* 1930), Schweizer Dermatologe, Kunstsammler und Autor, siehe Kunstsammlung Hans & Marlis Suter
- Hans Suter (Skispringer), Schweizer Skispringer
- Hans Suter (Schauspieler) (* 1940), Schweizer Schauspieler, Satiriker und Autor
- Hans Suter-Haug (1903–1980), Schweizer Bauingenieur und Topograf
- Hans Suter-Reck (1905–1991), Schweizer Maler und Zeichner
- Hans Kaspar Suter (1601–1655), Schweizer Theologe und Archidiakon
- Hans Rudolf Suter (1908–2001), Schweizer Architekt
- Hans-Rudolf Adrian Suter (1935–2023), Schweizer Architekt
- Heinrich Suter (1848–1922), Schweizer Wissenschaftshistoriker
- Heinrich Suter-Eggenberger (1862–1935), Schweizer Fabrikant und Erfinder
- Heinz Suter, Pseudonym von Heinrich Vollrat Schumacher (1861–1919), deutscher Schriftsteller
- Heinz Suter (Architekt) (* 1936), Schweizer Architekt
- Heiri Suter (Heinrich Suter; 1899–1978), Schweizer Radrennfahrer
- Helmut Suter (* 1953), deutscher Historiker
- Henry Suter (1841–1918), neuseeländischer Naturforscher
- Hermann Suter (Beamter) (1853–1914), Schweizer Zollbeamter
- Hermann Suter (1870–1926), Schweizer Komponist und Chordirigent
- Hugo Suter (1943–2013), Schweizer Künstler

### I
- Ida Suter (1891–1974), Schweizer Germanistin und Lexikographin

### J
- Jacob Suter (1540–1610), deutscher Mediziner und Unitarier
- Jakob Suter (1805–1874), Schweizer Kleinmeister
- Jasmina Suter (* 1995), Schweizer Skirennläuferin
- Jean Suter (1912–1997), Schweizer Architekt
- Jeanette Attiger-Suter (1938–1987), Schweizer Juristin und Politikerin
- Joel Suter (* 1998), Schweizer Radrennfahrer
- Johann Suter († 1539), deutscher Theologe, siehe Johann Sutter (Theologe)
- Johann Suter (Politiker) (1798–1864), Schweizer Politiker (Liberale)
- Johann August Suter, eigentlicher Name von Johann August Sutter (1803–1880), schweizerisch-US-amerikanischer Grundbesitzer
- Johann Heinrich Suter (1862–1935), Schweizer Luftschiffpionier
- Johann Rudolf Suter (Botaniker) (1766–1827), Schweizer Botaniker und Arzt
- Johann Rudolf Suter (Politiker) (1845–1917), Schweizer Politiker (FDP)
- Johannes Suter (1847–1912), Schweizer Tierarzt und Politiker (FDP)
- Josef Suter-Wyrsch (1890–1975), Schweizer Politiker (Katholisch-Konservative)
- Jules Suter (Julius Suter; 1882–1959), Schweizer Philosoph und Psychologe
- Julia Suter (* 1990), Schweizer Unihockeyspielerin
- Juliana Suter (* 1998), Schweizer Skirennläuferin

### K
- Karin Suter-Erath (* 1970), Schweizer Rollstuhltennisspielerin
- Karl Suter (Politiker) (1796–1842), Schweizer Regierungsrat
- Karl von Suter (1856–1929), deutscher Generalmajor
- Karl Suter (Geograph) (1901–1981), Schweizer Geograph und Hochschullehrer
- Karl Suter (Regisseur) (1926–1977), Schweizer Regisseur, Schauspieler, Drehbuchautor und Schriftsteller
- Karl Friedrich Suter (1884–1952), Schweizer Kunsthistoriker
- Kaspar Suter (um 1520–1554), Schweizer Chronist

### L
- Leo Suter (* 1993), britischer Schauspieler
- Lotta Suter (eigentlich Liselotte Suter; * 1952), Schweizer Journalistin und Autorin
- Ludwig Suter (Historiker) (auch Ludwig Sutter; 1869–1954), Schweizer Historiker und Lehrer
- Ludwig Suter (Mediziner) (1938–2018), deutscher Dermatologe und Hochschullehrer
- Ludwig Suter (Grafiker) (Ludwig Suter-Brun; 1949–2022), Schweizer Kunsterzieher, Grafiker und Illustrator
- Lukas B. Suter (* 1957), Schweizer Dramatiker und Theaterregisseur

### M
- Marc F. Suter (1953–2017), Schweizer Anwalt und Politiker (FDP)
- Mark Suter (* 1967), Schweizer Perkussionist
- Martin Suter (* 1948), Schweizer Schriftsteller
- Max Suter (1895–1936), Schweizer Radrennfahrer
- Moritz Suter (* 1943), Schweizer Unternehmer und Pilot

### N
- Nelly Suter (1912–1989), Schweizer Journalistin und Chefredakteurin

### O
- Otto Suter (1879–1948/1949), Schweizer Bankmanager

### P
- Patric Suter (* 1977), Schweizer Leichtathlet
- Paul Suter (Radsportler) (1892–1966), Schweizer Radrennfahrer
- Paul Suter (Geograph) (1899–1989), Schweizer Geograph, Lehrer und Heimatforscher
- Paul Suter (Bildhauer) (1926–2009), Schweizer Bildhauer
- Paul Suter (Regisseur), Schweizer Theaterregisseur
- Peter Suter (Politiker, 1770) (1770–1847), Schweizer Politiker
- Peter Suter (Politiker, 1808) (1808–1884), Schweizer Politiker
- Peter Suter (Politiker, 1826) (1826–1897), Schweizer Politiker
- Peter Suter (Architekt) (1914–1998), Schweizer Architekt
- Peter Suter (Maschinenbauingenieur) (1930–2023), Schweizer Maschinenbauingenieur und Hochschullehrer für Energiesysteme
- Peter Suter (Künstler) (* 1948), Schweizer Künstler, Autor und Kurator
- Peter F. Suter (1930–2011), Schweizer Tiermediziner, Radiologe und Hochschullehrer
- Peter J. Suter (* 1950), Schweizer Archäologe
- Peter M. Suter (* 1940), Schweizer Intensivmediziner und Hochschullehrer
- Pius Suter (* 1996), Schweizer Eishockeyspieler

### R
- Raphael Suter (* 1960/1961), Schweizer Archäologe und Kunsthistoriker
- Richard Suter (1907–2002), Schweizer Offizier und Rechtsanwalt
- Robert Suter (1919–2008), Schweizer Komponist und Pianist
- Rolf Suter (Komponist) (* 1936), Schweizer Komponist und Dirigent
- Rolf Suter (Autor) (* 1959), Schweizer Autor und Maler
- Rudolf Suter, Geburtsname von Rodolphe Soutter (1789–1866), Schweizer Politiker
- Rudolf Suter (Verleger) (1837–1910), Schweizer Drucker und Verleger
- Rudolf Suter (Architekt) (1871–1932), Schweizer Architekt
- Rudolf Suter (Politiker) (1914–2011), Schweizer Politiker (LdU)
- Rudolf Suter (Germanist) (1920–2011), Schweizer Germanist
- Ruedi Suter (* 1951), Schweizer Journalist
- Ryan Suter (* 1985), US-amerikanischer Eishockeyspieler

### S
- Sabine Suter (Politikerin) (* 1966), Schweizer Politikerin (SP)
- Sabine Sutter-Suter (* 1964), Schweizer Politikerin (CVP)
- Simon Suter (* 1991), Schweizer Unihockeyspieler
- Stefan Suter (* 1964), Schweizer Advokat in Basel, Rechtshistoriker, Gründer eines Hilfswerks und Politiker
- Susanne Suter (* 1943), Schweizer Ärztin und Hochschullehrerin

### T
- Thomas Suter (* 1959), Schweizer Kardiologe

### U
- Ulrich Suter (* 1960), Schweizer Hochschullehrer für Zellbiologie
- Ulrich W. Suter (1944–2023), Schweizer Chemiker und Hochschullehrer
- Urs Suter (* 1959), Schweizer Fußballspieler

### V
- Vivian Suter (* 1949), argentinisch-schweizerische Malerin

### W
- Walter Suter (Trainer), Fußballtrainer
- Walter Suter (Politiker, 1917) (1917–1992), Schweizer Treuhändler, Politiker und Richter
- Walter Suter (Diplomat) (1943–2021), Schweizer Diplomat
- Walter Suter (Bildhauer) (* 1948), Schweizer Bildhauer und Plastiker
- Walter Suter (Politiker, 1951) (1951–2020), Schweizer Politiker (CVP)
- Walter Paul Suter (1901–??), Schweizer Bildhauer und Keramiker
- Werner Suter (* 1953), Schweizer Zoologe
- Wilhelm Suter (1806–1882), Schweizer Zeichner, Kupferstecher und Steindrucker
- Willy Suter (1918–2002), Schweizer Maler

### X
- Xaver Suter (1824–1907), Schweizer Kaufmann und Politiker

### Y
- Yvonne Suter (* 1977), Schweizer Politikerin (CVP)